# Antologia Viitorului
Antologia Viitorului (Futures from Nature, 2007) este o antologie de povestiri științifico-fantastice care au fost publicate anterior în revista Nature. Volumul a fost tradus în limba română de către Alexandra Popescu, Ana-Veronica Mircea, Gabriel Stoian, Magda Xenofont și Silviu Genescu și a apărut la Editura Nemira la 20 noiembrie 2012.

## Fundal
Din 1999, Nature a început să publice povestiri scurte science fiction într-o rubrică denumită "Futures". Povestirile au apărut între 1999 și 2000, din nou între 2005 și 2006, pentru ca apoi să apară săptămânal din iulie 2007. De asemenea, revista Nature Physics a publicat povestiri în 2007 și 2008. În 2005, Nature a primit premiul European Science Fiction Society pentru cea mai bună publicație pentru seria sa "Futures". O sută de povestiri din Nature publicate între 1999 și 2006 au fost adunate în culegerea  Futures from Nature în 2008. O altă colecție, Futures from Nature 2, a apărut în 2014.

## Cuprins
- Despre autor
- „Introducere nostalgia viitorului”  - eseu Henry Gee
- „Abilitatea cognitivă și becul”  - Brian W. Aldiss
- „Nu falsificați!”  - Gilles Amon
- „Verifică elasticul înainte de a sări!”  - Neal Asher
- „Douăzeciși2”  - Nate Balding
- „Sub gheața marțiană Stephen Baxter
- „Inteligenta legitimație de partid”  - Barrington J. Bayley
- „RAM defazat 2”  - Greg Bear
- „O viață cu un semiconștient”  - Gregory Benford
- „Să fii al naibii dacă n-o faci”  - Lucy Bergman
- „Pedeapsă pe măsură”  - David Berreby
- „Avioane de jucărie”  - Tobias S. Buckell
- „Un exemplu beton”  - J.-P. Boon, J. Casti, Carl Djerassi, J. Johnson, A. Lovett, T. Norretranders, V. Patera, C. Sommerer, R. Taylor
- „Durerile lui Dion Harper”  - Arthur Chrenkoff
- „Măsuri locale de îmbunătățire”  - Jack Cohen
- „Omfalosfera”  - Jack Cohen
- „Pisica lui Picasso- Ron Collins
- „Râul bunicului”  - Brenda Cooper
- „Castele de nisip: o distopie”  - Kathryn Cramer
- „Hot dogi à la Adam la sfârșitul lumii”  - Jeff Crook
- „Petrecerea s-a terminat”  - Penelope Kim Crowther
- „Transport de plăcere”  - Roland Denison
- „Iubita ideală”  - Paul Di Filippo
- „Crimă cu printare”  - Cory Doctorow
- „Scurtă istorie a aplicației morții”  - David Eagleman
- „Only Connect”  - Greg Egan
- „La zoo”  - Warren Ellis
- „Lichidatorii”  - Michael Garrett Farrelly
- „Vremea cometelor”  - John M. Ford
- „Ars longa, vita brevis”  - James Alan Gardner
- „Nu suntem oameni?”  - Henry Gee
- „În realitatea virtuală nu plouă niciodată”  - John Gilbey
- „Gordy mi-a dat numele tău”  - Jim Giles
- „Nostalgie”  - Hiromi Goto
- „Odraslele Satanei?”  - Nicola Griffith
- „Transferul”  - Jon Courtenay Grimwood
- „Vorbește, ciudatule!”  - Eileen Gunn
- „Cablaj pe inimă”  - Joe Haldeman
- „Pisoiul etern”  - Peter F. Hamilton
- „Drumul spre anul 3000”  - Harry Harrison
- „Operațiunea Tesla”  - Jeff Hecht
- „Vânzarea”  - Fredric Heeren
- „Eșuat în Siracuza”  - Tom Holt
- „Oamenii nu vând așa ceva în niciun oraș”  - Nalo Hopkinson
- „Reflexie internă totală”  - Gwyneth Jones
- „Alegerea”  - Ellen Klages
- „Semiautonom”  - Jim Kling
- „Dezvoltarea de noi produse”  - Nancy Kress
- „Ador ficatul: o altfel de poveste de dragoste”  - Larissa Lai
- „Un avatar din spațiul cosmic”  - Geoffrey A. Landis
- „Întrebări frecvente pentru grupul de informare Comp.Basilisk”  - David Langford
- „Adunarea clanurilor”  - Reinaldo José Lopes
- „Cum să ai grijă de tine însuți”  - Ian R. MacLeod
- „Din nou, nemurirea”  - Ken MacLeod
- „Vorbe, vorbe, vorbe”  - Elisabeth Malartre
- „eScularea de dimineață”  - David Marusek
- „Nu rosti cuvântul care începe cu F”  - Neil Mathur
- „"Carne"”  - Paul McAuley
- „Candidatul”  - Jack McDevitt
- „Propunere modestă pentru perfecționarea naturii”  - Vonda N. McIntyre
- „Republica insulei lui George”  - Donna McMahon
- „Încarnarea mea, stelele”  - Robert A. Metzger
- „Sportul rege”  - Paul Steven Miller
- „Noaptea Oscarurilor 2054”  - Syne Mitchell
- „Oamenii vizibili”  - Michael Moorcock
- „Mesajul din Ablian”  - Oliver Morton
- „Fotonii nu mint”  - Euan Nisbet
- „Străini în noapte”  - Salvador Nogueira
- „Tic-tac, curly-wurly”  - Gareth Owens
- „Mica eroare de calcul a tatei”  - Ashley Pellegrino
- „Tăcerea minții”  - Frederik Pohl
- „Mari descoperiri neraportate nr. 163”  - Mike Resnick
- „Să te simți respins”  - Alastair Reynolds
- „Procesul lui Jeremy Owens”  - Peter Roberts
- „Prometeu, în sfârșit, eliberat”  - Kim Stanley Robinson
- „Înfiorătorul nimic”  - Justina Robson
- „Căderea”  - Benjamin Rosenbaum
- „Panpsihismul demonstrat”  - Rudy Rucker
- „Abdicarea Papei Maria a III-a”  - Robert J. Sawyer
- „Reîncărcătorul”  - Catherine H. Shaffer
- „De la biroul lui Jarrod Foster”  - Biren Shah
- „Povestea lui Pluto”  - Robert Silverberg
- „Madame Bovary, c'est moi”  - Dan Simmons
- „Bacteria tuberculozei intră în ONU”  - Joan Slonczewski
- „Iar el din miere s-a înfruptat”  - Paul Smaglik
- „Un om de teatru”  - Norman Spinrad
- „Turnul de fildeș”  - Bruce Sterling
- „Play it again, Psam”  - Ian Stewart
- „Semnale MAXO”  - Charles Stross
- „Anul auriu”  - Igor Teper
- „Paratext”  - Scarlett Thomas
- „Pisica lui Murphy”  - Joan D. Vinge
- „Câștigați un premiu Nobel”  - Vernor Vinge
- „Un act de credință”  - Theo von Hohenheim
- „Nectarul Nadiei”  - Ian Watson
- „Pulchrofexul lui Statler”  - Matt Weber
- „Nu-i totul pierdut”  - Scott Westerfeld
- „Cheia”  - Ian Whates
- „Protocoalele nașei”  - Heather M. Whitney
- „Lunga despărțire”  - Robert Charles Wilson
- „Porcii cu aripi”  - K. Erik Ziemelis
- Note